# Bombardeo de Shayrat
El bombardeo de Shayrat se refiere al ataque con misiles efectuado el 7 de abril de 2017 por la Armada de los Estados Unidos por orden directa del presidente estadounidense, Donald Trump, contra la localidad siria de Shayrat, en el marco de la Guerra Civil Siria. En dicho pueblo se encontraba una base importante de la Fuerza Aérea Árabe Siria.
El ataque aéreo tuvo lugar hacia las 04:40 (hora local), días después de algunas rencillas que tuvieron las fuerzas estadounidenses con fuerzas sirias. Estados Unidos justificó el bombardeo con el incidente químico de Jan Sheijun, en donde Estados Unidos culpaba a la Fuerza Aérea Árabe Siria de efectuar un ataque con gas sarín por orden del gobierno sirio presidido por Bashar al-Ásad, si bien el responsable del ataque aún no ha sido identificado. Las tropas estadounidenses lanzaron, desde un crucero ubicado cerca a las costas de Chipre, 59 misiles Tomahawk contra el poblado de Shayrat. Según el gobierno sirio, el ataque provocó 6 bajas militares. Transcurridas 24 horas del ataque, el gobernador de Homs, Talal Barazi, anunció que la base había reiniciado sus operaciones.
El ataque se realizó sin antes consultar al Congreso de Estados Unidos ni al Consejo de Seguridad de las Naciones Unidas.

## Reacciones
El gobierno sirio calificó el bombardeo como un acto de «traición al alto al fuego» mientras que la oposición rebelde «saludó el ataque y esperan más». En el ámbito internacional la mayoría de los líderes mundiales mostraron su total aprobación al bombardeo, mientras que otros dieron a conocer su repudio o rechazo total al atentado, llegando a compararlo con la Invasión de Irak de 2003. En el caso de los primeros aunque todos los líderes apoyaron el ataque varios pidieron que se hiciera dentro de los parámetros establecidos por la ONU, otros como justa respuesta al supuesto uso de armas químicas en Jan Sheijun, y por último aunque en menor medida algunos líderes apostaron por una intervención total en Siria.

### Internacionales
- Rusia: Rusia condenó el ataque argumentando que constituye una injerencia extranjera en una nación soberana.[24]
- Arabia Saudita: Arabia Saudita afirmó que «apoya totalmente» los ataques a objetivos militares en Siria, diciendo que era una «decisión valiente» del presidente Donald Trump, en respuesta al uso de armas químicas contra la población civil.[25]
- Australia: El primer ministro de Australia Malcolm Turnbull reafirmó la alianza tradicional del país con Estados Unidos en una conferencia de prensa en Sídney, después del ataque, afirmando que la huelga en la base Shayrat envió «un mensaje fuerte para el régimen de Assad». También declaró, en el nombre del gobierno, que «apoyan fuertemente la respuesta rápida y justa de los Estados Unidos».[26]
- Bolivia: Como miembro no permanente del Consejo de Seguridad fue el primer país en convocar a una sesión de emergencia de este organismo para tratar y evaluar las acciones militares unilaterales de Estados Unidos en Siria. La Paz, aliada de Moscú y Teherán, no tardó en condenar las acciones militares de Trump acusando a Washington de violar la carta de Naciones Unidas.[27]
- Colombia: El presidente colombiano Juan Manuel Santos, ganador del Premio Nobel de la Paz, declaró que el uso de armas químicas es un crimen de guerra y de lesa humanidad proscrito por tratados internacionales y debe ser condenado por la comunidad internacional además también indicó que prevenir esa clase de atrocidades deben ser respaldadas por toda la comunidad internacional y que Colombia respalda la acción que tomó Estados Unidos siempre y cuando se haga dentro del Derecho Internacional.[28]
- Corea del Norte: Kim Jong-un, líder de Corea del Norte, ha enviado un mensaje al presidente de Siria, Bashar al Assad, para condenar el ataque de Estados Unidos a la base aérea de Shayrat y expresar su "firme apoyo y solidaridad" al Gobierno y el pueblo sirio.[29]
- República Popular China: China llamó a la calma y a "evitar un nuevo deterioro de la situación" en Siria y condenó "el uso de armas químicas, por parte de cualquier país".[30][31]
- Israel: El Gobierno israelí dio su «apoyo total» a Estados Unidos el 7 de abril. «Espera que este mensaje de determinación frente a la actuación infame del régimen de Bashar al Assad se escuche no solo en Damasco, sino también en Teherán, Pyongyang y más allá», escribió en un comunicado.[32][33]
- Irán: La cancillería iraní expresa su rechazo al ataque misilístico.[34]
- Japón: El primer ministro de Japón, Shinzo Abe, apoyó el lanzamiento de misiles por parte de Estados Unidos contra la base. "Japón apoya la determinación del Gobierno estadounidense de evitar la propagación y el uso de armas químicas", dijo en una Conferencia de prensa[35][36]
- Venezuela: El Gobierno de Venezuela rechazó el bombardeo y dijo que esta acción es una "agresión" a la soberanía del país árabe.[37]
- Siria: La televisión estatal siria calificó el ataque como un «acto de agresión».[38]

- Oposición siria: La oposición armada siria saludó el ataque estadounidense y pidió que prosigan los bombardeos hasta «neutralizar la capacidad» del gobierno. «La Coalición de la oposición saluda el ataque y pide a Washington que neutralice la capacidad de al-Assad para llevar a cabo ataques», indicó uno de sus portavoces, Ahmad Ramadan, en contacto con la agencia de noticias francesa AFP.

### En Estados Unidos
- Los primeros en reaccionar al ataque aéreo de Estados Unidos contra Siria fueron los senadores estadounidenses. Mientras algunos aplaudieron la medida, otros se declararon en desacuerdo con que el gobierno del presidente Donald Trump no haya consultado la ofensiva militar con el Congreso.[40]

## Supuesta destrucción de misiles estadounidenses por parte de Rusia
Otras fuentes de noticias informan sobre la destrucción de varios misiles Tomahawk estadounidenses por parte de la aviación rusa, precisamente de cazas Su-35 rusos, la cual hace que de los 59 misiles estadounidenses lanzados solo 23 llegaron a impactar, aunque también se argumentan fallos técnicos por la cual no impactaron los Tomahawk, aunque esta última hipótesis es improbable. Por otra parte también se informa sobre la presencia de militares rusos en dicha base mientras se desarrollaba el ataque estadounidense.